# The Ol' Swimmin' Hole
The Ol'Swimmin' Hole è un film del 1928 diretto da Walt Disney. È un cortometraggio animato, il 20° con protagonista Oswald il coniglio fortunato. Fu distribuito dalla Universal Pictures il 6 febbraio 1928.